# Бизяев, Дмитрий Иванович
Дми́трий Ива́нович Бизя́ев (24 февраля 1919 — 14 февраля 1990) — советский лётчик-штурмовик, участник Великой Отечественной войны, Герой Советского Союза (15.05.1946). Гвардии полковник.

## Биография
Дмитрий Бизяев родился 24 февраля 1919 года в селе Елбань (ныне Маслянинского района Новосибирской области) в семье крестьянина. По национальности русский. Позднее семья переезжает в Кемеровскую область.
В 1935 году окончил среднюю школу в селе Банново Крапивинского района Кемеровской области, затем — курсы счетоводов в райцентре Крапивино. Работал счетоводом в колхозе «Молодой колхозник» Крапивинского района, затем бухгалтером на базе «Роскожобувьторг» в городе Ленинск-Кузнецком Кемеровской области. Учился в Ленинск-Кузнецком аэроклубе.
С 1940 года служил в Красной Армии. В июне 1942 года окончил Новосибирскую военную школу пилотов, в 1943 году — Чкаловскую военно-авиационную школу пилотов.
C декабря 1943 года воевал на фронте в составе 218-го штурмового авиационного полка, которому за массовый героизм личного состава в августе 1944 года было присвоено гвардейское знамя. В его составе участвовал в наступательных операциях зимы 1943—1944 годов на западном направлении, в Белорусской, Висло-Одерской, Берлинской наступательных операциях.
Исключительное мужество и мастерство лейтенант Бизяев проявил в успешной операции по разгрому с воздуха окруженной вражеской группировки под Бобруйском 27-28 июня 1944 года. В августе 1944 года во главе звена уничтожил несколько батарей артиллерийских орудий противника у польского города Седлец, препятствовавшим наступлению конно-механизированной группы генерала В. В. Крюкова на Варшаву.
К маю 1945 года командир звена 173-го гвардейского штурмового авиационного полка (11-я гвардейская штурмовая авиационная дивизия, 16-я воздушная армия, 1-й Белорусский фронт) гвардии лейтенант Бизяев совершил 140 боевых вылетов на разведку и штурмовку. Им уничтожено 9 танков, свыше 50 автомобилей, свыше 20 полевых орудий, много иной боевой техники и живой силы врага.
За мужество и героизм, проявленные на фронте борьбы с немецко-фашистскими захватчиками, Указом Президиума Верховного Совета СССР от 15 мая 1946 года гвардии лейтенанту Бизяеву Дмитрию Ивановичу присвоено звание Героя Советского Союза с вручением ордена Ленина и медали «Золотая Звезда» (№ 7021).
После войны продолжал службу в ВВС, был вторым пилотом Главнокомандующего Группы советских войск в Германии. С 1951 года служил в Москве. Окончил Военно-политическую академию имени В. И. Ленина в 1956 году. С 1956 года служил в Пскове заместителем командира авиационного полка по политической части. В 1961 году свыше пяти месяцев находился в служебной командировке во Вьетнаме. С 1975 год полковник Д. И. Бизяев — в запасе.
Жил в Пскове. Работал помощником начальника штаба гражданской обороны Псковской области.
Скончался 14 февраля 1990 года.

## Награды
- Герой Советского Союза (15.05.1946)
- Орден Ленина (15.05.1946);
- Два ордена Красного Знамени (15.10.1944, 6.02.1945);
- орден Отечественной войны 1-й степени (11.03.1985);
- Три ордена Красной Звезды (1.03.1944, 26.10.1955, 22.08.1962);
- Медаль «За боевые заслуги» (15.11.1950);
- Медали.

## Память
- Именем Бизяева Д. И. названа улица в городе Полысаево Кемеровской области.
- Бюст Героя установлен в р.п. Маслянино Новосибирской области[3].
- Имя Героя увековечено на Аллее Героев у Монумента Славы[3].
- Памятная доска-барельеф в городе Пскове (пл. Победы, стена Окольного города)[4].

## Топонимика
- улица Бизяева (Полысаево, городской округ (Кемеровская область - Кузбасс)